# Rameno delty

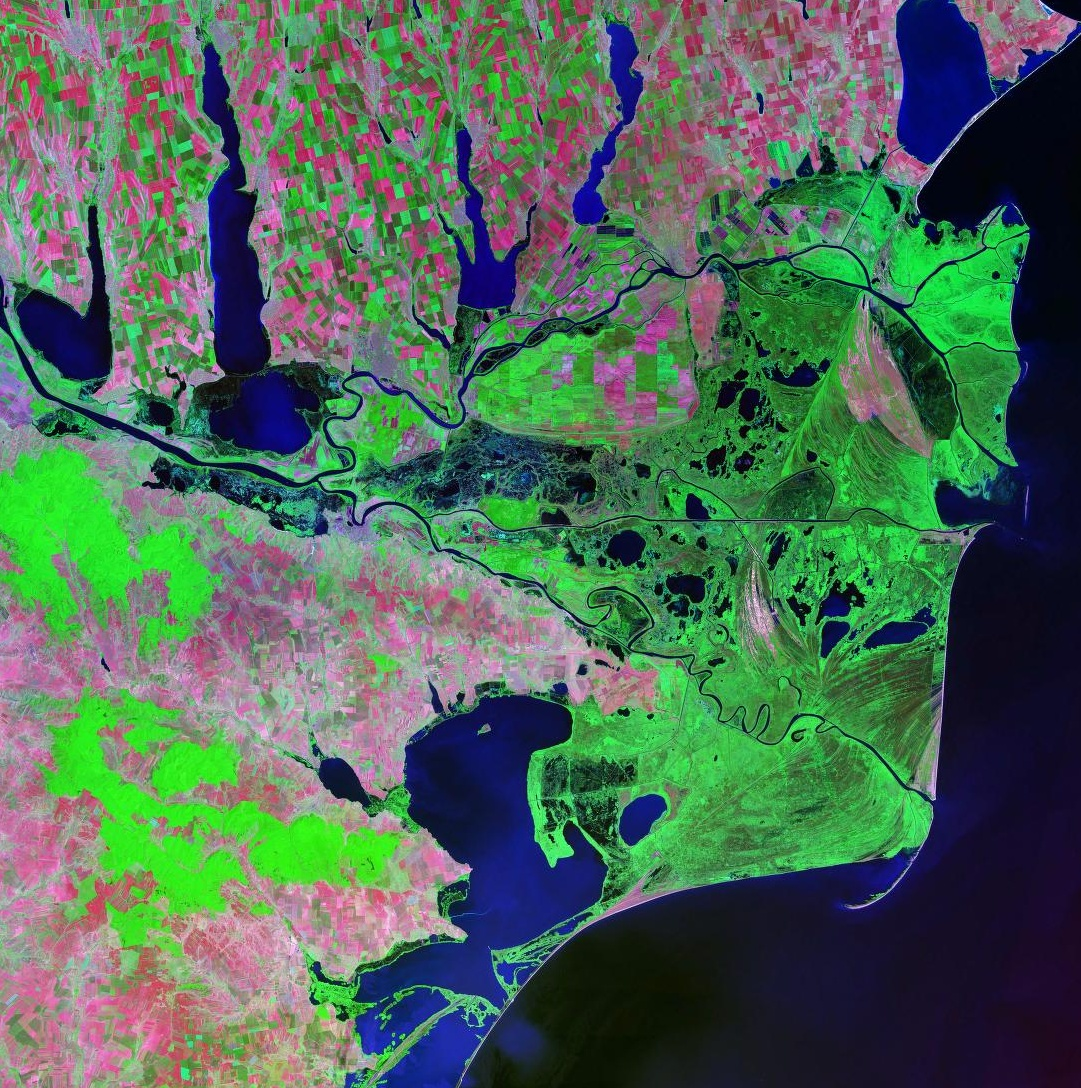
Delta Dunaje – satelitní fotografie z roku 2000. Na snímku lze vidět tři hlavní ramena Dunaje, jezera a mořské kosy

Rameno delty je vodní tok, který se odděluje od hlavního toku řeky před jejím ústím a které je součástí říční delty. Ta je tvořena mnoha rameny a kanály, které je navzájem propojují a z nichž některá mohou být i slepá. Obvykle mají název odlišný od názvu hlavního toku. Mezi sebou svírají ostrovy delty. Nejčastěji ramena delty ústí do oceánu, moře, jezera popř. se ztrácí v poušti. Může ústit i do jiné řeky nebo do ramene delty jiné řeky. Pak dvě či více řek tvoří spletí ramen společnou deltu.